# Thang-ta

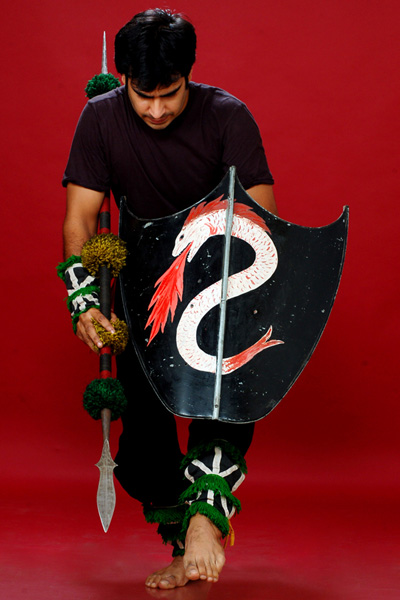
Zawodnik Thang-ta

Thang-ta (manipuri thang - miecz, ta - oszczep, dzida) – hinduska szkoła walki. Doskonali ona umiejętności walki zawodników posiadających różną broń: jeden z nich ma miecz a drugi oszczep. Znajduje ona swoje zastosowanie w walce, gdzie jeden z zawodników ma broń (oszczep, miecz) a drugi nie ma jej wcale (sarit-sarak).

## Rodzaje thang-ta
Wyróżnia się następujące rodzaje thang-ta:
- rytualne - wiążące się z praktykowaniem tantryzmu;
- artystyczne - występ taneczny z bronią;
- sportowe - polegające na współzawodnictwie.

## Historia
Początki thang-ta wiążą się z podaniami mitologicznymi. Bóg mający postać smoka Lainingthou Pakhangba polecił królowi Mungyamba zabić demona Moydana z Khagi. Miał do tego wykorzystać miecz i oszczep. Natomiast jedno z indyjskich podań mówi, że bóg rozpoczął tworzenie świata od miecza i oszczepu. Inne, że bóg i król Nongda Lairel Pakhangba używał tych narzędzi w boju.
Szkoła walki powstała ok. XVII wieku, a jej rozwój przypada na czasy istnienia samodzielnego królestwa Manipurów. Za panowania Brytyjczyków zakazano uprawiania dawnych sztuk walki. Po 1947 r., gdy Indie odzyskały niepodległość odrodziła się także stara tradycja a w tym thang-ta.